# 哈拉 (华盛顿州)
哈拉（Harrah），美国雅基马县的一个城镇，总人口630人（2010年），总面积0.8平方公里 。
1946年1月23日，哈拉正式建制为镇。1950年人口297人。